# Kara Tepé
 (décembre 2023).
Kara Tepé est un site archéologique bouddhiste situé dans la région d'Asie centrale de Bactriane, dans l'oasis de Termez près de la ville de Termez, dans le sud de l'Ouzbékistan,. Les fondations du site remontent au Ier siècle de notre ère, avec un pic d'activité aux IIIe et IVe siècles pendant la période kouchane, avant de connaître un déclin fatal vers le Ve siècle de notre ère, probablement avec l'invasion des Kushano-Sassanides, dont la monnaie peut être trouvée sur le site.

## Histoire
Les premières structures de culte bouddhiste à Qoratepa, également connu sous le nom de Qoratag, remontent au Ier siècle de notre ère,. Le pic de Qoratepa correspond aux Ier et IIIe siècles de notre ère, pendant lesquels de nombreux complexes de culte ont été construits. Les structures antérieures ont été rénovées et agrandies,. Pendant cette période, les moines bouddhistes, leurs novices, les fonctionnaires de la ville et les habitants bienveillants ont joué un rôle significatif et ont apporté leur soutien,.

### Artefacts
De nombreuses inscriptions trouvées à Qoratepa révèlent des détails sur le site. Selon les inscriptions, certains établissements monastiques à Qoratepa comprennent le monastère de Kxadevakavixara - Podsho, le monastère de Vxara Gulavxara vxad - le fils de Gulavxara (Gondafar), et Okavixara,. Certains moines connus mentionnés dans les inscriptions de Qoratepa sont Buddashir, Buddxamitra et Jivananda. On trouve également des représentations préservées de fidèles hommes et femmes sur les murs, ainsi que des statues de Bouddha. De nombreuses statues de Bouddha ont été découvertes à Qoratepa,.

### Abandon
À la fin du IIIe siècle de notre ère, les communautés monastiques de Qoratepa ont soit décliné, soit été abandonnées en raison des campagnes militaires de l'Empire sassanide contre l'État kouchan. Dans certaines cellules monastiques, des foyers ont été installés. Pendant la même période, certaines sections des complexes monastiques de Qoratepa ont continué à fonctionner jusqu'à la fin du IVe et au début du Ve siècle. À partir de la fin du IVe siècle, certains bâtiments et chambres de culte de Qoratepa ont été utilisés comme sites d'inhumation, tandis que les zones d'entrée étaient remplies de décombres et de terre.

### Résultats
Les premières sépultures comprenaient des restes de vêtements et de textiles dans le style sogdien, des bols de type Peroz et des bols décorés de motifs d'oiseaux. Les sépultures ultérieures datant des Ve – VIe siècles comprenaient l'inhumation des dirigeants de Termez avec un côté portant une figure de léopard. Du VIIe au XIIe siècle, des ascètes utilisaient certaines des cellules monastiques et des chambres semi-ruinées de Qoratepa,. Les tombes initiales contenaient des peignes de style sogdien, des peignes avec des manches et des pendentifs pour les yeux, des spatules en forme de corne, des médaillons et des étuis à peigne avec des gravures, de la poterie et des lampes sassanides, des fuseaux et un encrier,. Ils étaient ornés d'inscriptions en scripts indiens (kharoshthi et brahmi) et de dessins sur les murs, y compris du kushano-bactrien et du pahlavi-fars,,.

## Recherche archéologique
À l'origine, dans les années 1926-1928, le Musée d'État des Arts de l'Orient à Moscou a mené une expédition liée à la culture des peuples de l'Est,. En 1937, Mikhail Masson et Y.G. Pchelina ont effectué des travaux de recherche. Dans les années 1960, l'archéologue B.Y. Stavitsky a dirigé des fouilles archéologiques. Plus tard, des expéditions archéologiques conjointes entre l'Ouzbékistan et le Japon ont eu lieu.

## Réparations
Des réparations ont été effectuées au monastère de Qoratepa aux IVe et Ve siècles. Les sculptures locales ont été restaurées et de nouvelles peintures murales ont été créées, principalement dans une seule couleur et placées plus bas que les précédentes. De nombreux pèlerins en provenance d'Inde ont visité le monastère. Au Ve siècle, le monastère a été finalement abandonné et ses locaux ont commencé à être utilisés comme cimetière. Les découvertes provenant des tombes indiquent qu'au VIIIe siècle, le monastère chrétien était toujours actif.

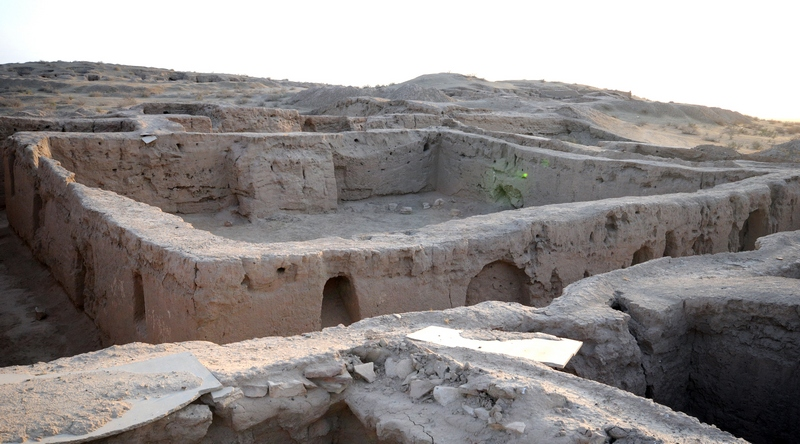
Cour Nord
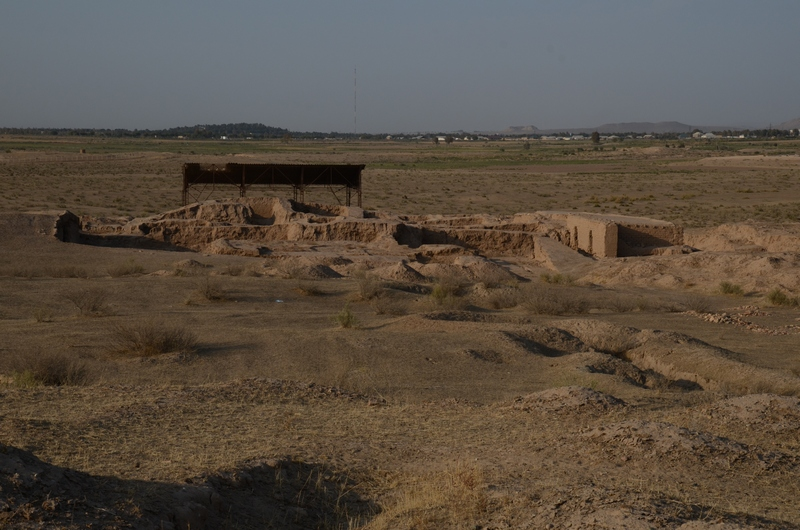
Vue générale, zone nord
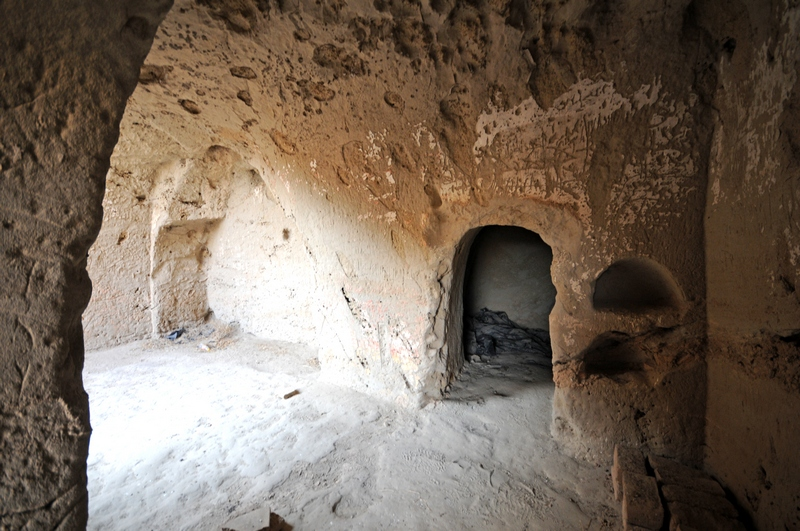
À l'intérieur d'une grotte

## Artefacts
De nombreuses niches ont été découvertes abritant des sculptures de Bouddhas en or ou en céramique, et des auvents reposaient sur d'impressionnantes colonnades. Fait remarquable, certaines des statues de Bouddha sont entourées d'un halo complet, ce qui est devenu courant au Turkestan et en Asie de l’Est après la période kouchane. Une inscription en brahmi a également été retrouvée sur le site.

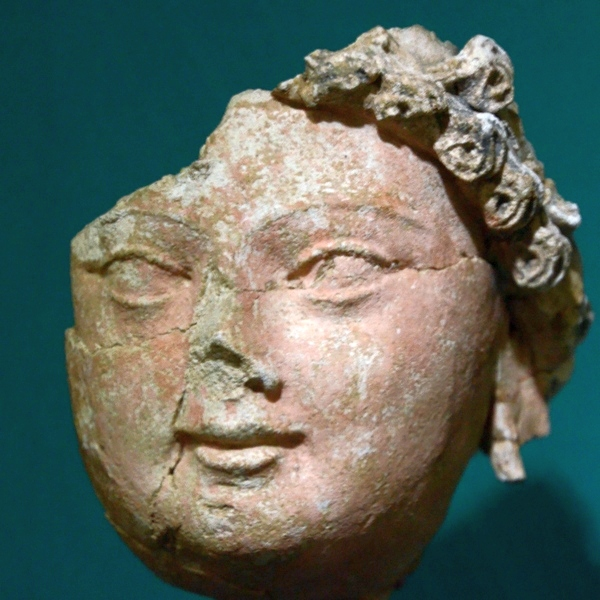
Tête en terre cuite (200-400 CE)
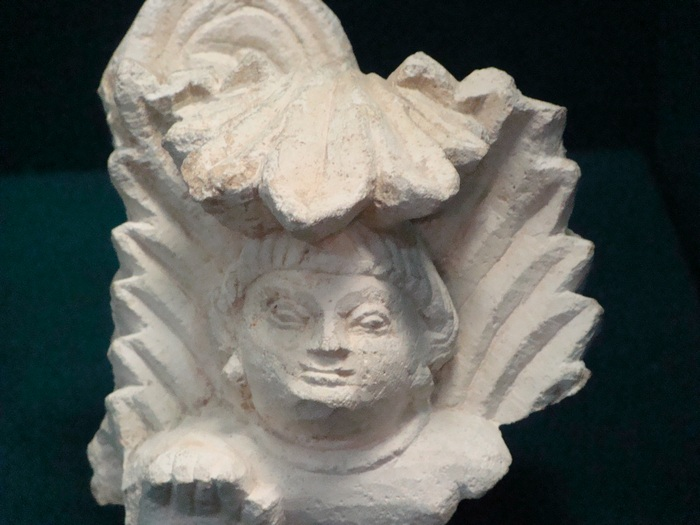
Soulagement (200-400 CE)
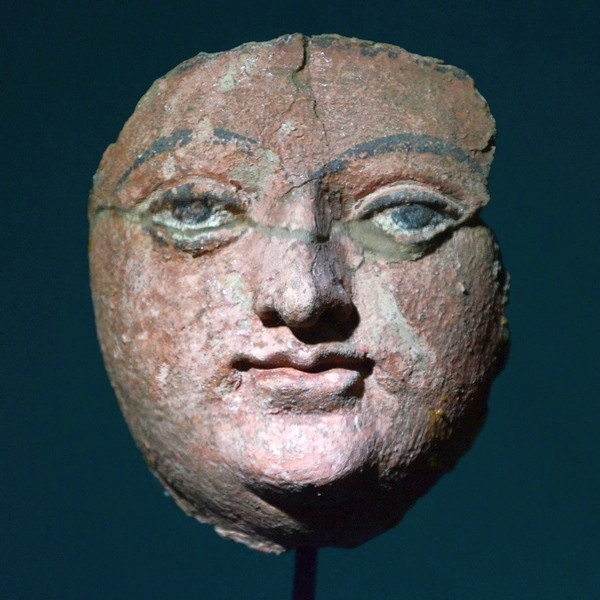
Tête en terre cuite
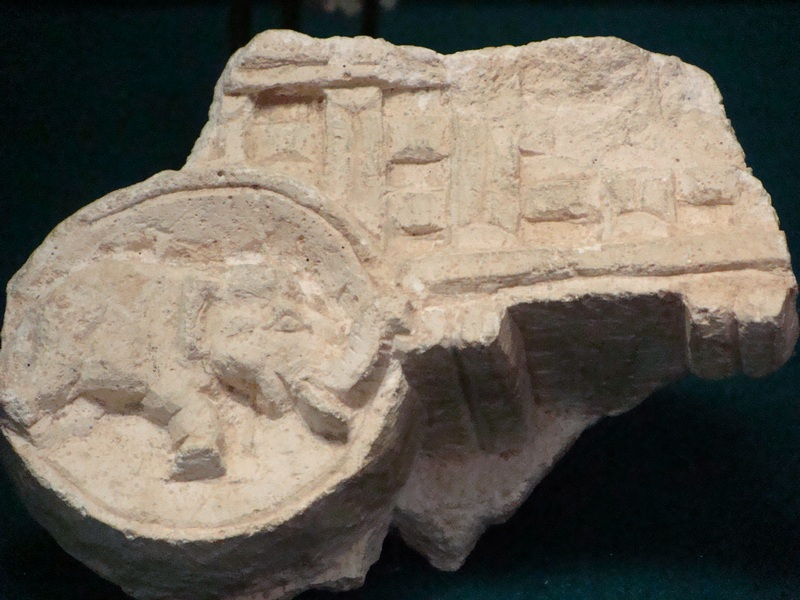
Frise d'un éléphant
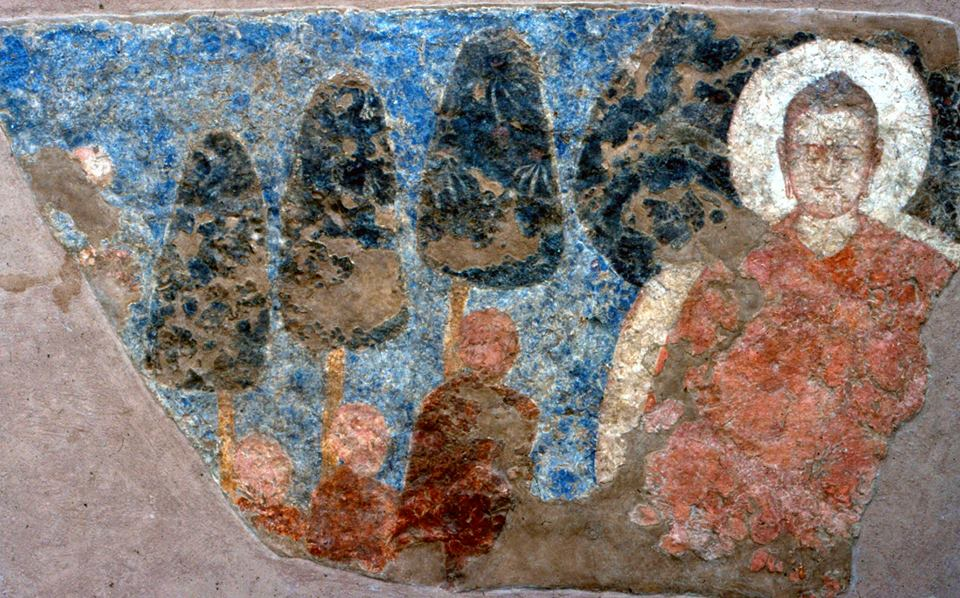
Peinture murale de Kara Tepe, IIe – IVe siècle de notre ère.
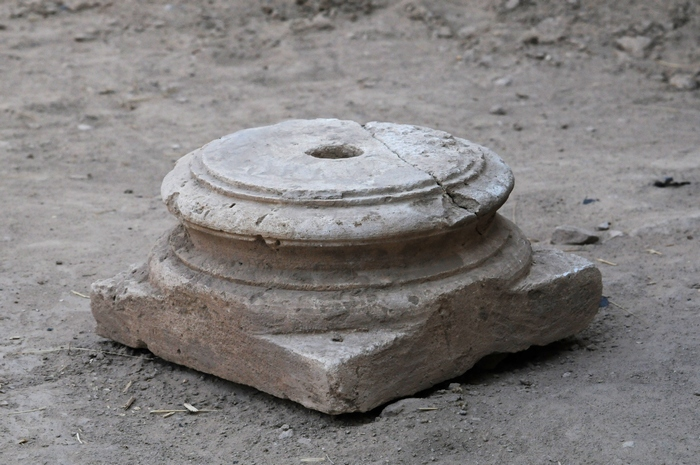
Base de colonel